# 日本の義務教育学校一覧
日本の義務教育学校一覧（にほんのぎむきょういくがっこういちらん）は、日本の義務教育学校の一覧。

## 国立学校
- 北海道教育大学附属釧路義務教育学校
- 福井大学教育学部附属義務教育学校
- 岐阜大学教育学部附属小中学校
- 京都教育大学附属京都小中学校
- 島根大学教育学部附属義務教育学校
- 山口大学教育学部附属光義務教育学校

## 公立学校

### 北海道
- 安平町立早来学園
- 石狩市立厚田学園[1]
- 伊達市立大滝徳舜瞥学校[1]
- 七飯町立大沼岳陽学校[1]
  - 七飯町立大沼岳陽学校鈴蘭谷分校[1]
- 札幌市立義務教育学校福移学園[1][2]
- 占冠村立トマム学校[1]
- 斜里町立知床ウトロ学校[1]
- 湧別町立芭露学園[1]
- 北見市立おんねゆ学園[1]
- 釧路市立阿寒湖義務教育学校[3][4]
- 白糠町立庶路学園[1]
- 白糠町立白糠学園
- 根室市立歯舞学園[1]
- 根室市立海星学校
- 根室市立おちいし義務教育学校
- 根室市立厚床小中学校
- 中標津町立計根別学園[1]
- 歌志内市立歌志内学園[5]
- 函館市立戸井学園
- 新得町立富村牛小中学校[6][7]
- 当別町立とうべつ学園
- 富良野市立樹海学校
- 比布町立比布中央学校
- 帯広市立大空学園義務教育学校
- 名寄市立智恵文小中学校

### 青森県
- 六戸町立義務教育学校六戸学園

### 岩手県
- 大槌町立大槌学園

### 宮城県
- 名取市立閖上小中学校
- 大崎市立古川西小中学校
- 色麻町立色麻学園
- 栗原市立金成小中学校

### 秋田県
- 井川町立井川義務教育学校
- 北秋田市立義務教育学校阿仁学園
- 藤里町立義務教育学校藤里学園

### 山形県
- 新庄市立萩野学園
- 新庄市立明倫学園
- 戸沢村立戸沢学園

### 福島県
- 福島市立松陵義務教育学校
- 会津若松市立河東学園
- 会津若松市立湊学園
- 飯舘村立いいたて希望の里学園
- 大熊町立学び舎ゆめの森
- 川内村立川内小中学園
- 郡山市立湖南小中学校
- 郡山市立西田学園
- 須賀川市立義務教育学校稲田学園

### 茨城県
- 水戸市立国田義務教育学校
- ひたちなか市立美乃浜学園
- つくば市立春日学園義務教育学校
- つくば市立秀峰筑波義務教育学校
- つくば市立学園の森義務教育学校
- つくば市立みどりの学園義務教育学校
- 土浦市立新治学園義務教育学校
- 笠間市立みなみ学園義務教育学校
- 桜川市立桃山学園
- 河内町立かわち学園
- 牛久市立おくの義務教育学校
- 日立市立中里小中学校
- かすみがうら市立千代田義務教育学校
- 小美玉市立玉里学園義務教育学校
- 小美玉市立小川北義務教育学校
- 筑西市立明野五葉学園

### 栃木県
- 小山市立絹義務教育学校
- 下野市立南河内小中学校
- 那須塩原市立塩原小中学校
- 那須塩原市立箒根学園
- 佐野市立あそ野学園義務教育学校
- 佐野市立葛生義務教育学校

### 群馬県
- 太田市立北の杜学園
- 桐生市立黒保根学園
- みどり市立あずま小中学校
- 南牧村立なんもく学園

### 埼玉県
- 春日部市立江戸川小中学校
- 日高市立武蔵台小中学校
- 日高市立高根小中学校
- 日高市立高麗小中学校

### 千葉県
- 市川市立塩浜学園
- 成田市立下総みどり学園
- 成田市立大栄みらい学園
- 八千代市立阿蘇米本学園

### 東京都
- 北区立都の北学園
- 江東区立有明西学園
- 品川区立日野学園
- 品川区立伊藤学園
- 品川区立八潮学園
- 品川区立荏原平塚学園
- 品川区立品川学園
- 品川区立豊葉の杜学園
- 利島村立利島小中学校
- 八王子市立いずみの森義務教育学校

### 神奈川県
- 横浜市立義務教育学校霧が丘学園
- 横浜市立義務教育学校西金沢学園[8]
- 横浜市立緑園義務教育学校
- 相模原市立青和学園[9]

### 新潟県
- 三条市立大崎学園

### 富山県
- 高岡市立国吉義務教育学校
- 南砺市立南砺つばき学舎
- 氷見市立西の杜学園
- 南砺市立利賀学舎

### 石川県
- 珠洲市立宝立小中学校
- 珠洲市立大谷小中学校
- 小松市立松東みどり学園
- 加賀市立橋立海青学園

### 長野県
- 大町市立美麻小中学校
- 塩尻市立楢川小中学校
- 信濃町立信濃小中学校
- 根羽村立根羽学園

### 岐阜県
- 岐阜市立藍川北学園
- 大垣市立上石津学園
- 高山市立荘川さくら学園
- 羽島市立桑原学園
- 本巣市立根尾学園
- 北方町立北学園
- 北方町立南学園
- 白川村立白川郷学園[10]

### 静岡県
- 伊豆市立土肥小中一貫校[11]
- 川根本町立三ツ星学園
- 川根本町立光の森学園

### 愛知県
- 飛島村立飛島学園[12]
- 西尾市立佐久島しおさい学校
- 瀬戸市立にじの丘学園

### 三重県
- 津市立みさとの丘学園

### 滋賀県
- 長浜市立余呉小中学校
- 長浜市立虎姫学園

### 京都府
- 京都市立大原小中学校[13]
- 京都市立花背小中学校[13]
- 京都市立開睛小中学校[13]
- 京都市立東山泉小中学校[13]
- 京都市立凌風小中学校[13]
- 京都市立宕陰小中学校[13]
- 京都市立京都京北小中学校[13]
- 京都市立向島秀蓮小中学校[13]
- 亀岡市立育親学園
- 亀岡市立亀岡川東学園

### 大阪府
- 大阪市立義務教育学校生野未来学園
- 豊中市立庄内さくら学園
- 池田市立ほそごう学園
- 貝塚市立二色学園
- 守口市立さつき学園
- 八尾市立高安小中学校[14]
- 和泉市立南松尾はつが野学園[15]
- 和泉市立槇尾学園[16]
- 羽曳野市立はびきの埴生学園
- 東大阪市立義務教育学校くすは縄手南校
- 東大阪市立義務教育学校池島学園
- 交野市立交野みらい学園
- 能勢町立能勢ささゆり学園

### 兵庫県
- 神戸市立義務教育学校港島学園
- 神戸市立義務教育学校八多学園
- 姫路市立白鷺小中学校
- 姫路市立四郷学院
- 姫路市立豊富小中学校
- 西宮市立総合教育センター付属西宮浜義務教育学校
- 養父市立関宮学園
- 加東市立東条学園小中学校
- 加古川市立義務教育学校両荘みらい学園
- 豊岡市立竹野学園

### 奈良県
- 王寺町立王寺北義務教育学校
- 王寺町立王寺南義務教育学校
- 上北山村立上北山やまゆり学園 [17]
- 下北山村立下北山小中学校
- 曽爾村立曽爾小中学校
- 天川村立天川小中学校[18]
- 野迫川村立野迫川小中学校
- 川上村立かわかみ源流学園

### 和歌山県
- 和歌山市立伏虎義務教育学校

### 鳥取県
- 鳥取市立湖南学園[19]
- 鳥取市立鹿野学園[19]
- 鳥取市立福部未来学園[19]
- 鳥取市立江山学園
- 江府町立奥大山江府学園
- 日野町立日野学園

### 島根県
- 松江市立義務教育学校八束学園[20]
- 松江市立義務教育学校玉湯学園

### 岡山県
- 岡山市立山南学園
- 高梁市立有漢学園
- 総社市立昭和五つ星学園義務教育学校
- 浅口市立寄島学園
- 美咲町立旭学園
- 美咲町立柵原学園

### 広島県
- 府中市立府中学園[21]
- 府中市立府中明郷学園[21]
- 竹原市立吉名学園
- 福山市立鞆の浦学園
- 福山市立想青学園
- 呉市立天応学園
- 北広島町立豊平学園

### 高知県
- 高知市立義務教育学校行川学園
- 高知市立義務教育学校土佐山学舎
- 大豊町立大豊学園
- 大川村立大川小中学校

### 福岡県
- 八女市立上陽北汭学園[22]
- 八女市立矢部清流学園[23]
- 八女市立みさき学園
- 宗像市立大島学園[24]
- 福智町立金田義務教育学校[23]
- 香春町立香春思永館[25]

### 佐賀県
- 伊万里市立南波多郷学館
- 伊万里市立東陵学園
- 大町町立小中一貫校大町ひじり学園
- 多久市立東原庠舎東部校[26]
- 多久市立東原庠舎中央校
- 多久市立東原庠舎西渓校
- 玄海町立玄海みらい学園

### 長崎県
- 佐世保市立浅子小中学校
- 佐世保市立黒島小中学校

### 熊本県
- 高森町立高森東学園義務教育学校[27]
- 産山村立産山学園
- 水上村立水上学園
- 球磨村立球磨清流学園

### 大分県
- 大分市立碩田学園
- 国東市立志成学園
- 玖珠町立学びの多様化学校

### 宮崎県
- 延岡市立島野浦学園
- 美郷町立西郷義務教育学校
- 美郷町立美郷北義務教育学校[28]
- 美郷町立美郷南学園[29]

### 鹿児島県
- 出水市立鶴荘学園[30]
- 南さつま市立坊津学園[30]
- 南さつま市立金峰学園[31]
- 薩摩川内市立東郷学園義務教育学校[32]
- 三島村立三島硫黄島学園[33]
- 三島村立三島竹島学園[33]
- 三島村立三島大里学園[33]
- 三島村立三島片泊学園[33]
- 日置市立日吉学園[34]
- 肝付町立岸良学園[34]
- 十島村立口之島学園
- 十島村立中之島学園
- 十島村立諏訪之瀬島学園
- 十島村立平島学園
- 十島村立悪石島学園
- 十島村立小宝島学園
- 十島村立宝島学園

## 私立学校
- 軽井沢風越学園